# Pound the Alarm
"Pound the Alarm" là một ca khúc của ca sĩ phòng thu người Trinidad Nicki Minaj. Ca khúc mang thể loại eurodance, house-pop này nằm trong album phòng thu thứ hai của cô Pink Friday: Roman Reloaded (2012). Việc sản xuất "Pound the Alarm" được giao cho RedOne, Carl Falk và Rami Yacoub, trong khi phần viết lời lại thuộc về Minaj, Nadir Khayat, Falk, Yacoub, Bilal Hajji, và Achraf Jannusi.
"Pound the Alarm", với các nhịp techno hay dance điện tử, đã nhận được nhiều luồng ý kiến khác nhau từ phía các nhà phê bình âm nhạc. Một số cho rằng, ca khúc khá giống với đĩa đơn đầu tiên, "Starships", trong khi số khác lại cho rằng "Pound the Alarm" rất có tiềm năng trở thành một bài hit. Khi album mới phát hành, ca khúc đã lọt vào một số các bảng xếp hạng lớn, trong đó có Canadian Hot 100 và UK Singles Chart. Ca khúc đã được chứng nhận đĩa Vàng ở Úc với doanh số hơn 35,000 bản tải về.
"Pound the Alarm" được chính thức chọn làm đĩa đơn thứ tư của Pink Friday: Roman Reloaded, và là đĩa đơn quốc tế thứ hai sau "Starships". Ca khúc được phát hành vào ngày 17 tháng 7 năm 2012 tại Mỹ.

## Thực hiện
Vào 24 tháng 5 năm 2012, trên trang web chính thức của Nicki Minaj đã có một cuộc bầu chọn ý kiến đối với những người hâm mộ của cô về đĩa đơn tiếp theo. Có ba lựa chọn: "Pound the Alarm", "Whip It", và "Va Va Voom". Và cuối cùng, "Va Va Voom" đã giành được lượt bình chọn đông đảo nhất và giành chiến thắng. "Whip It" xếp thứ hai và "Pound the Alarm" xếp thứ ba. Nhưng vào ngày 6 tháng 6 năm 2012, Minaj để lại lời nhắn trên Twitter của cô rằng, cô sẽ chọn "Pound the Alarm" thay cho "Va Va Voom" làm đĩa đơn tiếp theo, do số lượng đài phát thanh yêu cầu "Pound the Alarm" quá nhiều ở Anh, Úc và Pháp. Đĩa đơn được phát hành ở Mỹ vào ngày 17 tháng 7 năm 2012.

## Biểu diễn
Minaj đã biểu diễn "Pound the Alarm" tại Radio 1's Hackney Weekend vào 23 tháng 6 năm 2012. Ngoài ra, cô còn biểu diễn ca khúc tại The Tonight Show with Jay Leno vào 13 tháng 7 năm 2012. Ngoài ra, cô còn biểu diễn ca khúc trong tour diễn Pink Friday Tour.

## Video ca nhạc
Minaj dự định quay video cho "Pound the Alarm" vào giữa tháng 6, nhưng sau đó, cô cho biết mình quay video vào đầu tháng 7. 500 người được dự kiến sẽ xuất hiện trong video ca nhạc và được yêu cầu mặc trang phục lễ hội trong video này. Benny Boom, đạo diễn của video "Beez In The Trap" và "Right by My Side", cũng chính là đạo diễn cho video này. Nicki phát hành video hậu trường của ca khúc vào ngày 13 tháng 7 năm 2012. Video chính thức được ra mắt trên VEVO của Nicki Minaj 31 tháng 7 năm 2012

## Xếp hạng và chứng nhận

### Xếp hạng
| Bảng xếp hạng (2012)                               | Vị trí cao nhất |
| -------------------------------------------------- | --------------- |
| Úc (ARIA)                                          | 10              |
| Bỉ (Ultratip Flanders)                             | 78              |
| Bỉ (Ultratip Wallonia)                             | 9               |
| Canada (Canadian Hot 100)                          | 40              |
| Pháp (SNEP)                                        | 52              |
| Ireland (IRMA)                                     | 13              |
| Hà Lan (Single Top 100)                            | 64              |
| New Zealand (Recorded Music NZ)                    | 6               |
| LỖI: PHẢI CUNG CẤP year CHO BẢNG XẾP HẠNG Slovakia | 38              |
| Thụy Điển (Sverigetopplistan)                      | 48              |
| Anh Quốc (OCC)                                     | 9               |
| Hoa Kỳ Billboard Hot 100                           | 92              |
| Hoa Kỳ Pop Airplay (Billboard)                     | 31              |

| Quốc gia    | Chứng nhận |
| ----------- | ---------- |
| Úc          | Bạch kim   |
| New Zealand | Vàng       |

## Lịch sử phát hành
| Quốc gia | Ngày                | Định dạng                        |
| -------- | ------------------- | -------------------------------- |
| Mỹ       | 17 tháng 7 năm 2012 | Đài phát thanh Top 40/Mainstream |
| Mỹ       | 31 tháng 7 năm 2012 | Đài phát thanh Rhythmic          |
| Đức      | 17 tháng 8 năm 2012 | Tải kĩ thuật số                  |